# 贝莱德哈沃区
貝萊德哈沃區是索馬利亞的一個區，位於該國西南部的蓋多州，首府為贝莱德哈沃。

## 外部鏈結
- 貝萊德哈沃區在Google地圖上的位置